# Prueba de Mantel–Cox
En análisis de la supervivencia, la prueba de Mantel-Cox (conocida a veces como la prueba logrank) es una técnica estadística para contrastar las funciones de supervivencia de dos poblaciones. Es una prueba no paramétrica que puede usarse en presencia de datos censurados. 
Se usa frecuentemente dentro de las ensayos clínicos para establecer la eficacia de un nuevo tratamiento en relación con otro cuando la variable relevante es el tiempo discurrido (por ejemplo, desde el inicio del tratamiento hasta que el sujeto sufre un infarto). 
La prueba puede interpretarse como una prueba de Cochran–Mantel–Haenszel estratificada en el tiempo.
Fue propuesta inicialmente por Nathan Mantel y fue denominada logrank test por Richard y Julian Peto.

## Definición
La prueba de Mantel-Cox compara las estimaciones de la función de riesgo de dos grupos en cada unidad de tiempo en que ocurre un evento. Se construye comparando el número observado y esperado de sucesos en uno de los grupos en cada uno de esos momentos y agrupando los resultados para obtener un valor global.